# Xyloryctes splendidus
Xyloryctes splendidus är en skalbaggsart som beskrevs av Heinrich Bernward Prell 1914. Xyloryctes splendidus ingår i släktet Xyloryctes och familjen Dynastidae. Inga underarter finns listade.